# مسييه 102
مسييه 102  أو م102 (بالإنجليزية:Messier 102 أو M102) هي مجرة حلزونية شديدة الشبه بالمجرة الحلزونية مسييه 101. وقد اعتبرها مكتشفها الأول بيير ميشان أنها مجرد انعكاس للمجرة مسييه 101، ولكن توجد مشاهدات عملية تبين أن مسييه 102 هي المجرة المسماة NGC 5866 طبقاً للفهرس العام الجديد.

## أجرام سماوية يعتقد أنها المجرة مسييه 102
منذ نشر مسييه 102 فهرس مسييه اختلط الأمر على عدة من المؤرخين والفلكيين في تعريف مسييه 102 وموقعها بالضبط، ذلك لأن الفلكيين الأقدمين كانوا يعتمدون على المنظار وتسجيل إحداثيات الجرم السماوي مع بعض أوصافه، لأنه لم توجد في ذلك الوقت سبل التصوير، ومن تلك الأجرام :

## مسييه 101

Messier 101 صورة ب تلسكوب هابل الفضائي.

مجرة دولاب الهواء أو مسييه 101 وهي طبقا ل الفهرس العام الجديد المجرة NGC 5457. وهي مجرة حلزونية توجد في كوكبة الدب الأكبر. وكان يعتقد مكتشفها بيير ميشان أنه أحصي مسييه 102 مرتين، ويوجد له خطاب يدل على ذلك مؤرخ بتاريخ 1783.
وطبقا لمعلوماتنا الحالية أن مجرة مسييه 102 هي المجرة NGC 5866 طبقا ل الفهرس العام الجديد. وبعذ الفلكيين يعتقد أن ما كان شارل مسييه يعنيه بالمجرة مسييه 102 إنما هي إحدى المجرتين NGC 5879 أو NGC 5928 اللتان تقل درجة لمعانهما عن لمعان NGC 5866. يرجع تلك المشكلة إلى سرعة تسجيل مسييه 102 آنذاك من دون ذكر الإحداثيات بالتفصيل.

## المجرة NGC 5866

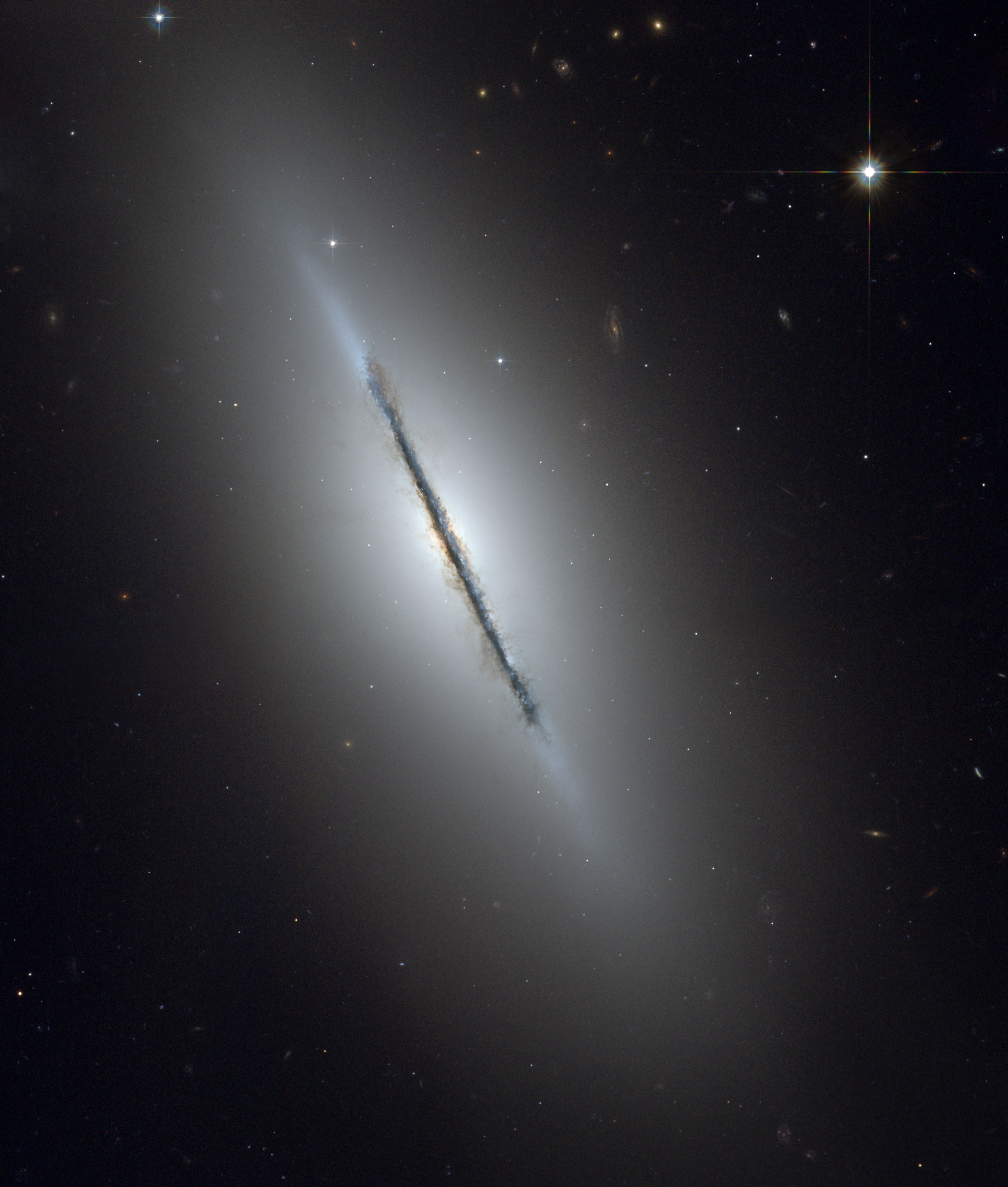
NGC 5866 صورة ب تلسكوب هابل الفضائي NASA/ESA.

هذه مجرة محدبة في شكل العدسة وتوجد في كوكبة دراكو. وأوصاف تلك المجرة قريبة من وصف بيير ميشان الوارد في فهرس مسييه المنشور عام 1781 ووصف شارل مسييه التي أجراها بخط يده على فهرسه.

## NGC 5879, NGC 5907, NGC 5908
توجد بعض المجرات الأخرى قرب موقع NGC 5866 وهي NGC 5879 و NGC 5907 و NGC 5908 وهي يمكن أن تكون بالتالي مسييه 102، إلا أن تلك المجرات ذات لمعان أقل بحيث يقل احتمال كونها م102.

## اقرأ أيضا
- مجرة دولاب الهواء
- مسييه 83
- تجمع نجمي مفتوح
- تجمع نجمي مغلق
- مجرة حلزونية
- نجم
- مجرة
- قزم أبيض
- عملاق أحمر
- الانفجار العظيم
- خط زمني للانفجار العظيم
- ثقب أسود
- نجم نيوتروني

## وصلات خارجية
- موقع الكون